# Podul Québec
Podul Québec (conform denumirii originale din franceză, Pont de Québec și din engleză, [The] Quebec Bridge) este unul din podurile din Canada care traversează cursul inferior al fluviului Saint Lawrence la vest de orașul Québec și Levis, ambele din provincia canadiană Québec. 

## Istoric
Înainte ca Podul Québec să fie construit, singura cale de a traversa Fluviul Saint Lawrence era feribotul.  Un proiect pentru un pod peste râul St. Lawrence în Quebec a fost luat în considerare încă din anul 1852 și din nou în 1867, 1882 și 1884.